# 接受国
接受国（せつじゅこく、英語: Receiving State / Hosting State）とは、外交・領事関係において特命全権大使や総領事などの外交使節団を受け入れる国家を指す。対義語は派遣国。駐在国（ちゅうざいこく）とも呼ばれる。